# 권일신
권일신(權日身, ? ~ 1791년)은 조선의 천주교 지도자로서, 세례명은 프란시스 자비에르(Francis Xavier)이며, 순암(順菴) 안정복의 사위이다. 양근(楊根) 출신이다. 이승훈과 함께 서울 명동에서 있었던 신앙모임인 '명례방공동체'에서 활동을 하고 자치교회를 운영하였다. 중국 교구의 구베아 주교로부터 제사금지령을 하달받은 후에도 배교하지 않고 활동을 이어갔다. 1791년 신해박해로 구속된후 노모의 간청으로 배교함에 따라 감형되었으나 유배지로 이동중에 고문의 후유증인 장독(杖毒)으로 죽었다.

## 생애

### 어린 시절
본관은 안동(安東)이며 자는 성오(省吾), 호는 이암(移菴)이다. 할아버지는 대군사부를 지낸 권적(權蹟)이고, 아버지는 권암(權巖)이다. 모친은 풍산 홍씨이고, 성호좌파를 대표하는 학자인 권철신은 그의 형이다. 증조부때 갑술옥사로 인해 관직을 잃고 낙향하여 양근 땅에서 살았다. 남인 출신으로 조부인 권적이 인조 때에 이이(李珥)와 성혼(成渾)의 문묘 배향을 비판하는 논의를 주도하여 그의 가문은 노론과 소론 모두에게 견제를 받았다. 몰락한 양반가문 출신으로 일찍이 과거를 포기하고 안정복의 문하에서 학문 연구에 전념했으며, 안정복의 딸인 광주 안씨와 결혼했다.

### 천주교 입교
성호 이익의 제자인 정약전·정약용·권철신·이덕조(李德祖) 등과 함께 1777년(정조 1)부터 천진암과 주어사에 모여, 천주교 교리를 연구하는 신앙 운동을 전개했다. 1783년(정조 7) 동지 이승훈이 그의 아버지 서장관 이동욱(李東郁)을 따라 북경에 갔다가 이듬해 봄에 영세를 받고 돌아왔다. 이승훈에게 세례를 받은 이벽은 권철신과 같은 학덕이 높은 학자를 포섭하여 천주교의 기반을 굳힐 생각을 품게 된다. 이에 1784년 9월(음) 먼저 양근에 사는 권씨 가문을 찾아가 입교를 권고하였다. 셋째인 권일신(權日身)은 즉시 입교하였고 맏이인 권철신은 처음에는 좀 주저했으나 결국 입교하여 이벽으로부터 세례를 받았다. 1785년(정조 9) 이승훈의 주재(主宰)로 한양 명례동(明禮洞 : 명동) 김범우(金範禹) 집에서 열린 집회에도 참여하며 신앙모임인 '명례방공동체'에서 활동하였다.

### 전교활동
세례를 받은 후 권일신은 형인 권철신과 달리 열렬한 전도자가 되어 전교에 매우 열정을 불태웠다. 권일신은 중인이던 이단원을 전교했는데, 천안 출신인 이단원은 충청일대를 전교하여 훗날 조선 천주교의 중심지라 할 수 있는 충청 내포 지역 천주교회의 기틀을 마련하였다. 또한 권일신은 충청도 아산 출신 이존창과 전주 출신의 유항검을 입교시켜 이 땽에 중인들을 중심으로 한 천주교의 한 획을 긋게 만들었다.
1787년에 가성직 제도를 수립할 때 주교 이승훈에 의해 사제로 선임되었지만 가성직제도가 교리에 위배된다는 사실을 안 이후에는 평신도로 돌아감과 동시에 베이징에 사람을 보내 성직자의 파견을 요청했다. 1791년, 중국에 밀파되었던 윤유일이 귀국하여 제사금지령을 전하자 이승훈은 고민끝에 배교하였으나 권일신은 잔류하여 전교활동을 하였다. 집안과 이웃에 열심히 전도하여 그 문하에 이존창(李存昌), 유항검(柳恒儉) 등 열렬한 신자가 나왔으며, 양근 일대(현 양평)에 열심히 전도하여 당시 그곳을 서학(西學)의 요람이라 하였다.

### 신해박해
1791년(정조 15) 신해박해로 권상연(權尙然)·윤지충(尹持忠) 두 신자가 잡혀간 후 그도 이승훈과 함께 서학책을 간행한 혐의로 체포되었다. 이승훈은 이미 배교했다는 변론이 수용되어 석방되었으나 관직은 박탈당했다. 권일신은 노모의 간청으로 회오문(悔悟文)을 지어 배교함에 따라 귀양지가 제주에서 예산으로 변경되었으나 예산으로 이동중에 고문의 후유증인 장독(杖毒)으로 죽었다. 형인 권철신은 동생의 죽은후 슬픔에 빠져 문을 닫아걸고 10여 년 동안 집 밖을 나가지 않았다고 한다.

## 같이 보기
- 신해박해

## 참고 문헌
- 이덕일 (2009). 《이덕일의 세상을 바꾼 여인들》. 옥당. ISBN 978-89-961525-2-1.